# 八百萬種死法
《八百萬種死法》（Eight Million Ways to Die）是由勞倫斯·卜洛克所著之偵探小說，為馬修·史卡德系列第五本作品。故事內容敘述馬修·史卡德在機緣巧合下開始調查一起殘忍的兇殺案。

## 登場人物
- 馬修·史卡德：無牌私家偵探，有嚴重的酒癮。
- 琴·達科能：應召女郎，曾委託史卡德和她的皮條客錢斯交涉讓她辭職，後來被發現遭人殘殺在旅館客房中。
- 錢斯：皮條客，在琴遭人殘殺後委託史卡德找出真兇。
- 喬瑟夫·德肯：紐約警探，負責偵辦琴·達科能命案。
- 伊蓮·馬岱：應召女郎，馬修的老友。琴透過她的引介認識了馬修。